# Sippora
Sippora of Zippora of Tzipora (Hebreeuws: צִפוֹרָה, "vogeltje") was volgens de traditie in de Hebreeuwse Bijbel de dochter van Reüel, de priester van Midjan, ook wel Jetro genoemd, en de vrouw van Mozes.
Toen God Mozes op een nacht wilde doden, besneed Sippora haar zoon (waarschijnlijk Eliëzer) met een scherpe steen en raakte met de voorhuid de voeten van Mozes aan, terwijl ze zei: "Een bloedbruidegom ben jij voor mij." "Toen liet de HEER hem met rust."
Later heeft Mozes haar uit Egypte teruggestuurd, maar tijdens de woestijnreis bracht haar vader Jetro haar en de twee kinderen bij Mozes terug.